# Juan Antonio Geraldes Herrero
Juan Antonio Geraldes Herrero   (Sant Boi de Llobregat, 1988) és un politòleg i polític català. Exmilitant de Comunistes de Catalunya, es va incorporar com a numero u a les llistes de Més País per Barcelona en les eleccions generals espanyoles de novembre de 2019. Es va presentar de número dos de la candidatura Guanyem Sant Boi en les eleccions municipals del 2019 sense obtenir representació municipal. A la llista hi participava una part de Catalunya en Comú, la CUP i agrupacions independents com Gent de Sant Boi. A les eleccions municipals de 2015, també s'havia presentat a la candidatura Gent de Sant Boi, en aquell cas en el número 11 de la llista electoral. Ha treballat com a consultor d'administracions públiques al sector de les Tecnologies de la Informació i les Comunicacions.